# Vjekoslav Škrinjar
Vjekoslav Škrinjar (Slavonski Brod, 2 juni 1969) is een voormalig Kroatisch voetballer.

## Carrière
Vjekoslav Škrinjar speelde tussen 1989 en 2002 voor Croatia Zagreb, Gamba Osaka, Zagreb, Segesta en Mainz.